# Skeva linjer

Figur 1.

Inom tredimensionell geometri betecknar skeva linjer två linjer som inte skär varandra och inte är parallella. Ett enkelt exempel på skeva linjer är två motstående kanter på en tetraeder. Två linjer som ligger i samma plan måste antingen skära varandra eller vara parallella, så skeva linjer kan bara finnas i system med tre eller fler dimensioner. Två linjer är skeva om och endast om de inte är koplanära.
Figur 1 avbldar den röda linjen {\displaystyle \mathbf {L} } och den blå linjen {\displaystyle \mathbf {L'} }. De båda linjerna är skeva, De ligger vardera i ett (unikt) plan som är parallellt med den andra linjen. De båda planen spänns upp av en av linjerna och den andra linjens riktningsvektor. Om man parallellprojicerar den ena linjen på den andra linjens plan (projektionerna är streckade i figuren), och vice versa, i normalriktningen till de båda planen, kommer linjerna att skäras av varandras avbildningar i punkterna {\displaystyle P} respektive {\displaystyle P'}. Linjen {\displaystyle {\overline {PP'}}} (grön) är den gemensamma normalen till de båda linjerna och avståndet mellan skärningspunkterna längs denna är lika med avståndet mellan de båda planen och därmed är det också det kortaste avståndet mellan de båda linjerna.

## Den gemensamma normalen

### Avståndet mellan linjerna
Om linjerna skrivs på parameterform som:
{\displaystyle L:\ X=S+t\mathbf {d} }
{\displaystyle L':\ X'=S'+t'\mathbf {d'} }
där {\displaystyle \mathbf {d} } och {\displaystyle \mathbf {d'} } är respektive linjes riktningsvektor, har vi att kryssprodukten mellan dessa, {\displaystyle \mathbf {n} =\mathbf {d} \times \mathbf {d'} }, är en normalvektor till de båda planen. Enhetsvektorn i samma riktning som {\displaystyle \mathbf {n} } fås av:
{\displaystyle \mathbf {\hat {n}} ={\frac {\mathbf {d} \times \mathbf {d'} }{||\mathbf {d} \times \mathbf {d'} ||}}}
{\displaystyle S} och {\displaystyle S'} är två godtyckliga punkter, en på vardera linjen. Längden av vektorns {\displaystyle {\vec {SS'}}} projektion på linjen {\displaystyle Y=S+b\mathbf {\hat {n}} } (eller på {\displaystyle Y'=S'+b'\mathbf {\hat {n}} }) är lika med avståndet mellan planen och därigenom lika med normen av {\displaystyle {\vec {PP'}}} som ju är lika med avståndet mellan de båda linjerna. Vi finner detta värde direkt genom skalärprodukten
{\displaystyle ||{\vec {PP'}}||=|{\vec {SS'}}\cdot \mathbf {\hat {n}} |}
eftersom {\displaystyle \mathbf {\hat {n}} } är en enhetsvektor.

### Bestämning av skärningspunkterna

#### Metod 1 - skärningspunkten mellan två linjer i samma plan
Punkten {\displaystyle T=S'+{\vec {P'P}}} ligger på projektionen av {\displaystyle L'} på planet genom {\displaystyle L}. Vi har alltså två linjer i detta plan, vilka skär varandra i {\displaystyle P}, således har vi:
{\displaystyle P=S+t\mathbf {d} } och
{\displaystyle P=T+t'\mathbf {d'} }
vilka kan lösas på önskat sätt.
Därefter erhålls {\displaystyle P'=P+{\vec {PP'}}}. Ekvationen för den gemensamma normalen ges av, exempelvis, {\displaystyle P+s\cdot \mathbf {\hat {n}} }.

#### Metod 2 - endast skalärprodukter
Den gemensamma normalen kan även erhållas endast med hjälp av skalärprodukt. Lösningen ges genom att finna en linje mellan en punkt på vardera linjen sådan att riktningsvektorn för linjen mellan punkterna är ortogonal mot båda linjerna. Om punkterna kallas {\displaystyle R} och {\displaystyle R'} innebär det att lösa systemet {\displaystyle {\vec {RR'}}\cdot \mathbf {d} =0} och {\displaystyle {\vec {RR'}}\cdot \mathbf {d'} =0}.

#### Metod 3 - formeln för skärningspunkten mellan en linje och ett plan

Figur 2.

Den gemensamma normalen och dess fotpunkter på de båda linjerna kan även beräknas med nedanstående formel (se figur 2):
{\displaystyle P=S+{\frac {\mathbf {n_{2}} \cdot {\vec {SS'}}}{\mathbf {n_{2}} \cdot \mathbf {d} }}\cdot \mathbf {d} }, där {\displaystyle \mathbf {n_{2}} =\mathbf {d'} \times \mathbf {n} =\mathbf {d'} \times (\mathbf {d} \times \mathbf {d'} )}
I figur 2 spänns det gula planet upp av {\displaystyle \mathbf {d'} } och {\displaystyle \mathbf {n} =\mathbf {d} \times \mathbf {d'} }. Vektorn {\displaystyle \mathbf {n_{2}} =\mathbf {d'} \times \mathbf {n} } är en normalvektor till detta plan. För att härledningen förhoppningsvis blir lättare att förstå använder vi enhetsvektorn:
{\displaystyle \mathbf {{\hat {n}}_{2}} ={\frac {\mathbf {n_{2}} }{||\mathbf {n_{2}} ||}}}
i  stället för {\displaystyle \mathbf {n_{2}} }.
Betrakta nu linjen genom {\displaystyle S} med riktningsvektorn {\displaystyle \mathbf {{\hat {n}}_{2}} }. Längden för ortogonalprojektionen av {\displaystyle \mathbf {d} } på denna linje ges av {\displaystyle \mathbf {{\hat {n}}_{2}} \cdot \mathbf {d} } och för ortogonalprojektionen av {\displaystyle {\vec {SS'}}} av {\displaystyle \mathbf {{\hat {n}}_{2}} \cdot {\vec {SS'}}}. Kvoten {\displaystyle {\frac {\mathbf {{\hat {n}}_{2}} \cdot {\vec {SS'}}}{\mathbf {{\hat {n}}_{2}} \cdot \mathbf {d} }}}  ger då att om man förflyttar sig {\displaystyle {\frac {\mathbf {{\hat {n}}_{2}} \cdot {\vec {SS'}}}{\mathbf {{\hat {n}}_{2}} \cdot \mathbf {d} }}\cdot \mathbf {d} } från {\displaystyle T} så hamnar man i {\displaystyle P'} och om man gör det från {\displaystyle S} så hamnar man i {\displaystyle P}. Alltså har vi nu:
{\displaystyle P=S+{\frac {\mathbf {{\hat {n}}_{2}} \cdot {\vec {SS'}}}{\mathbf {{\hat {n}}_{2}} \cdot \mathbf {d} }}\cdot \mathbf {d} }.
Då {\displaystyle {\frac {\mathbf {{\hat {n}}_{2}} \cdot {\vec {SS'}}}{\mathbf {{\hat {n}}_{2}} \cdot \mathbf {d} }}={\frac {||\mathbf {n_{2}} ||\cdot \mathbf {{\hat {n}}_{2}} \cdot {\vec {SS'}}}{||\mathbf {n_{2}} ||\cdot \mathbf {{\hat {n}}_{2}} \cdot \mathbf {d} }}={\frac {\mathbf {n_{2}} \cdot {\vec {SS'}}}{\mathbf {n_{2}} \cdot \mathbf {d} }}} har vi nu härlett formeln.
Formeln kan också visas genom att konstatera att det för alla punkter i planet som spänns upp av {\displaystyle \mathbf {d'} } och {\displaystyle \mathbf {n} }, och således även för {\displaystyle P}, gäller att {\displaystyle (P-S')\cdot \mathbf {n_{2}} =0} eftersom {\displaystyle \mathbf {n_{2}} } är en normalvektor till planet. För {\displaystyle P} gäller även {\displaystyle P=S+t\mathbf {d} } eftersom den ligger på {\displaystyle \mathbf {L} }. Insättning ger:
{\displaystyle (S+t\mathbf {d} -S')\cdot \mathbf {n_{2}} =0\Leftrightarrow (S-S')\cdot \mathbf {n_{2}} +t\mathbf {d} \cdot \mathbf {n_{2}} =0\Leftrightarrow }
{\displaystyle t\mathbf {d} \cdot \mathbf {n_{2}} =-(S-S')\cdot \mathbf {n_{2}} =(S'-S)\cdot \mathbf {n_{2}} ={\vec {SS'}}\cdot \mathbf {n_{2}} \Leftrightarrow }
{\displaystyle t={\frac {{\vec {SS'}}\cdot \mathbf {n_{2}} }{\mathbf {d} \cdot \mathbf {n_{2}} }}\Rightarrow P=S+t\mathbf {d} =S+{\frac {{\vec {SS'}}\cdot \mathbf {n_{2}} }{\mathbf {d} \cdot \mathbf {n_{2}} }}\cdot \mathbf {d} }

## Test av skevhet
Om {\displaystyle S} är en punkt på {\displaystyle \mathbf {L} } och {\displaystyle S'} är en punkt på {\displaystyle \mathbf {L'} } och {\displaystyle (S-S')\cdot (\mathbf {d} \times \mathbf {d'} )\neq 0}. och {\displaystyle S\neq S'}, så är linjerna skeva. Förhållandet innebär att {\displaystyle {\vec {SS'}}} inte är koplanär med ett plan som spänns upp av {\displaystyle \mathbf {d} } och {\displaystyle \mathbf {d'} } och således är ej heller linjerna koplanära.